# Pedro González de Mendoza
Pedro González de Mendoza (Guadalajara, 3 de maig de 1428 - Guadalajara, 11 de gener de 1495) va ésser eclesiàstic i polític castellà, un dels millors exemples del pas del món medieval al modern, al llarg del segle xv. Fou el cinquè fill d'Íñigo López de Mendoza, el primer marquès de Santillana, i de la seva esposa Catalina de Figueroa. Pedro González fou predestinat a la carrera eclesiàstica des del seu naixement.

## Joventut
Va passar la seva infància a Guadalajara, fins a l'any 1442 en què el seu pare l'envià a Toledo per educar-se amb el seu oncle, l'aleshores arquebisbe, Gutiérrez Álvarez de Toledo. Allà estudià retòrica, història i llatí, fins a la mort dels seu protector l'any 1445.
Després, passà a estudiar cànons i lleis a la Universitat de Salamanca entre el 1446 i el 1452 i es doctorà en utriusque iuris, és a dir, en dret civil i dret canònic.

## A la Cort de Joan II
L'any 1452 arriba a la cort del rei Joan II, on és nomenat capellà de la capella reial. Dos anys després, l'any 1454, moria el rei, i Pedro González era designat bisbe de Calahorra i de Santo Domingo de la Calzada.

## A la Cort d'Enric IV
Al maig de 1455, el nou rei Enric IV de Castella organitzà una campanya contra el Regne de Granada, en la qual participaren el marquès de Santillana i la majoria dels seus fills, germans de don Pedro. Abans de partir, el marquès feu testament tot llegant al seu cinquè fill, don Pedro, el senyoreig sobre les viles de Pioz i El Pozo de Guadalajara.
En morí el seu pare, al març del 1458, don Pedro passà a encapçalar la poderosa família dels Mendoza, que més tard donaria origen a diverses línies de l'alta aristocràcia castellana, com la Casa del Infantado o la del marquesat de Mondéjar.
Don Pedro va formar part activa, sempre lleial al rei Enric IV de Castella, en les lluites contra la noblesa de llevant i sempre enfrontat a l'arquebisbe de Toledo Alfonso Carrillo de Acuña i a Juan Pacheco, el marquès de Villena, els seus grans rivals a la Cort.
Al març de 1460, Pacheco, aleshores favorit del rei, envià tropes contra Guadalajara, la vila on els Mendoza mantenien el seu domini, i aconseguí apoderar-s'hi. Nombrà nous càrrecs favorables al seu partit i declarà fora de la llei a Diego Hurtado de Mendoza segon marquès de Santillana i als seus germans, els quals van haver de fugir a Sigüenza. No obstant això, no va durar gaire la mala fortuna familiar i don Pedro va aconseguir fer les paus amb el rei i, fins i tot, enemistar-lo amb el de Villena, facilitant així l'arribada d'un nou favorit a la Cort, Beltrán de la Cueva, familiar de Diego Hurtado de Mendoza, segon marquès de Santillana i germà gran de don Pedro.
A partir del 1462, la lleialtat dels Mendoza a Enric IV es traduí en un suport permanent als drets de la seva filla, Joana la Beltraneja, enfront l'aposta de Carrillo i Pacheco pels germanastres del rei: l'Alfons i la Isabel.
El rei depengué cada cop més del suport dels Mendoza i no va tardar a esclatar la guerra civil. El 1465 l'arquebisbe Carrillo va treure la corona a un ninot que representava a Enric IV i el seu partit es va aixecar en armes, donant suport als drets del petit Alfons, germanastre del rei. En aquell context, en Pedro González de Mendoza disposà que el seu germà Íñigo López de Mendoza y Figueroa custodiés a la princesa Joana a la fortalesa de Buitrago i que les tropes del seu germà Diego Hurtado de Mendoza defensessin els territoris que la família tenia a la frontera del Regne d'Aragó, amb l'objectiu d'evitar l'entrada al Regne de Castella del príncep Ferran II d'Aragó arran del seu casament amb la princesa Isabel la Catòlica.
El suport al Rei no fou gratuït. Amb l'habilitat indicada per l'obtenció de nous càrrecs eclesiàstics que li donarien importants beneficis econòmics, don Pedro obtingué l'any 1469 el càrrec d'abat de San Zoilo, a Carrión de los Condes, per butlla del Papa Pau II i també, a petició d'Enric IV de Castella davant el Papa, de ser nomenat arquebisbe de Sevilla.
Paral·lelament, la mort del príncep Alfons l'estiu del 1468, no va suposar la fi de la rebel·lió. Carrillo apostà per la jove Isabel, germana del príncep mort i futura reina.
Els Mendoza mantingueren ferma la seva aposta per la princesa Joana, fins a l'extrem de considerar com una traïció el fet que el rei Enric cedís els drets de la seva filla i, malgrat que fins aleshores s'havien mantingut com els principals valedors dels drets legítims de Joana la Beltraneja, a partir del 1473 don Pedro González de Mendoza, juntament amb tots els seus germans, es van passar al bàndol de la princesa Isabel, per la rivalitat, en la carrera eclesiàstica, amb l'arquebisbe Carrillo.
Des d'aleshores, Pedro González de Mendoza i tota la seva família restarien al costat de la futura reina. Morts Pacheco i Enric IV, acudí el desembre del 1474, a Segòvia, a la coronació d'Isabel la Catòlica i allà solucionà definitivament les rivalitats amb Carrillo, qui decidí passar-se al bàndol de Joana i iniciar una nova guerra. El Cardenal Mendoza constituí un suport decisiu per la causa isabelina durant la Segona Guerra de Successió castellana contra els partidaris de Joana la Beltraneja. A partir de la batalla de Toro, on participà activament amb tota la seva família, es convertí en un dels principals consellers dels Reis Catòlics, sobretot en assumptes religiosos.

## A la Cort dels Reis Catòlics
La col·laboració del Cardenal i els Monarques fou immediata i total, sense fissures, rebent noves nominacions el 1477 com a Abat de Fécamp, a Normandia, i l'any següent en administració perpètua el bisbat d'Osma. Fou determinant també, el ja Cardenal, en els primers mesos del 1492 per l'elecció del nou confessor de la reina Isabel, que substituiria fra Hernando de Talavera.

## L'Arquebisbe de Toledo
L'1 de juliol del 1482, havia mort el revoltós don Alfons Carrillo de Acuña, arquebisbe de Toledo. Quedava vacant així la seu primada hispana. Al 13 de novembre del 1482, Pedro González de Mendoza rebé del papa Sixt IV el nomenament d'arquebisbe de Toledo, abandonant la resta dels seus càrrecs, menys el de bisbe de Sigüenza.

## La Guerra de Granada i el Descobriment d'Amèrica

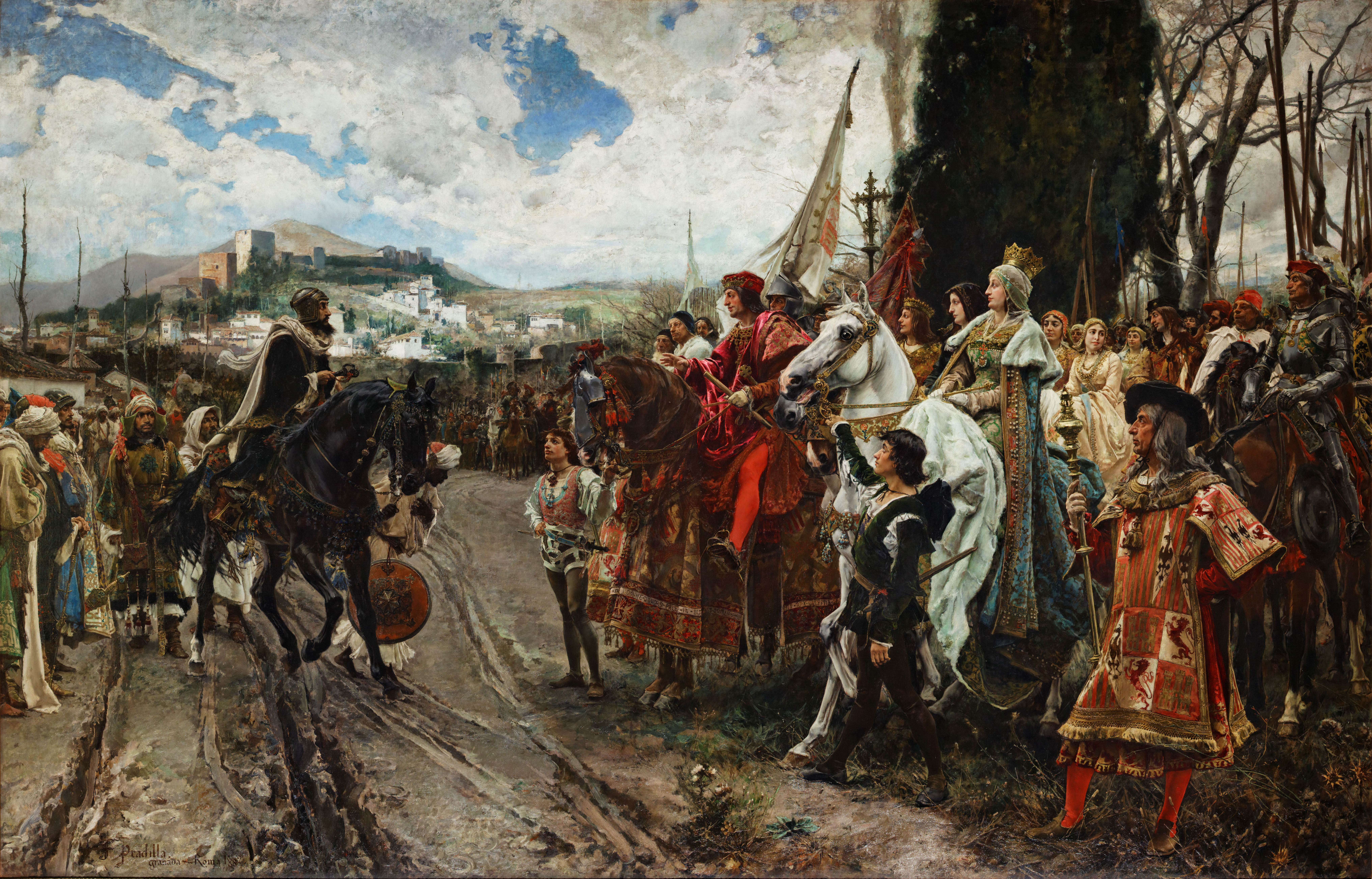
Rendició de Granada por F. Padilla

Finalitzada, l'any 1479, la guerra amb el Regne de Portugal i afirmats els drets al tron, els reis buscaren nous objectius al seu regnat: la unitat peninsular i religiosa. Les expedicions militars de primavera i estiu contra el Regne de Granada es van intensificar a partir del 1485. Tots els Mendoza participaren, campanya rere campanya; el 1485, trobem al Cardenal, a Còrdova, acompanyant a Ferran el Catòlic, dos anys després, el 1487, entrant a Màlaga i, finalment, el 1492, col·locant el pendó castellà, a l'Alhambra de Granada.
A més del problema dels conversos, pel que don Pedro sempre tingué postures comprensives, la seva actitud política fou de gran importància pel viatge de Cristòfol Colom al Nou Món. El bloc sempre homogeni dels Mendoza, amb el Cardenal Pedro González al capdavant, fou un dels grans impulsors per aconseguir l'aprovació reial i, sobretot, la consecució de l'interès i el compromís de la reina.

## Vida privada
Se li coneixen, per les cròniques, tres fills al Cardenal; dels amors que a partir del 1460, tingué amb Mencía de Lemos, acompanyant de la reina Joana, nasqueren dos fills: Rodrigo Díaz de Vivar y Mendoza en 1462, futur Marqués del Cenete, i Diego en 1468, futur Compte de Mélito i Senyor d'Almenara. El 1476, demanà la legitimació dels seus dos fills a la reina Isabel, que li fou conceguda el 15 de juny. El tercer fill del cardenal, Juan Mendoza, nasqué de la seva relació amb Inés de Tovar.
Don Pedro morí a Guadalajara l'11 de gener del 1495 després de gairebé un any postrat per una greu malaltia renal. Deixà com a hereu de tots els seus béns a l'Hospital de la Santa Cruz de Toledo. El seu fèretre, acompanyat pels Reis, en una solemne comitiva que va durar quatre dies, traslladà el cadàver des de Guadalajara fins a Toledo, on fou enterrat en el presbiteri de la Catedral de Toledo.